# Cornetu
Cornetu est une commune roumaine située dans le județ d'Ilfov.